# Stand by You
Stand by You è un singolo della cantautrice statunitense Rachel Platten, il primo estratto dal terzo album in studio Wildfire e pubblicato l'11 settembre 2015.

## Tracce
Download digitale
1. Stand by You – 3:39 (Jack Antonoff, Joy Williams, Jon Levine, Matt Morris)

## Video musicale
Il video musicale è stato diretto dalla regista statunitense Hannah Lux Davis.